# Жак Боном
Гијом Кал или Жак Боном је био вођа сељачког устанка у Француској познат под називом Жакерија.

## Биографија
Жакерија је 1358. године избила у северној Француској. Гијом Кал је стао на чело устаника. Био је искусан војник и добар војсковођа. Устанак је подигнут истовремено са Париским устанком сиротиње на челу са Етјеном Марселом. Карло Рђави стаје на чело аристократије и наноси Карлу пораз 10. јуна 1358. године. Гијом је, потом, на превару заробљен и погубљен. 